# Copa dos Campeões Cearenses de 2014
A Copa dos Campeões Cearenses de 2014 foi a 1ª edição da Copa dos Campeões Cearenses.
A edição foi disputada entre o Ceará, campeão do Cearense 2013, e o Barbalha, campeão da Copa Fares Lopes 2013, em jogo único.
O Ceará acabou vencendo o confronto pelo placar de 2x0 e sagrando-se campeão do torneio. No entanto, como o número de substituições extrapolou o limite estabelecido para partidas oficiais, o torneio foi considerado como tendo caráter meramente amistoso, de modo que a edição de 2014 não consta, nos registros oficiais da FCF, como uma edição válida do torneio.

## Partida
| 11 de janeiro de 2014     | Ceará                          | 2 – 0       | Barbalha | Arena Castelão, Fortaleza |
| 19:00 Horário de Brasília | Magno Alves 34' · Anderson 37' | [Relatório] |          |                           |

| Ceará |  | Barbalha |  |

## Transmissão
- Brasil: Esporte Interativo

## Campeão
| Taça dos Campeões Cearenses de 2014 |
| Fortaleza                           |
| ----------------------------------- |
| Ceará (1º título)                   |